# Irfan Bachdim
Irfan Bachdim (Amsterdam, Països Baixos, 11 d'agost de 1988) és un futbolista que va disputar 26 partits amb la selecció d'Indonèsia.
| Selecció d'Indonèsia | Selecció d'Indonèsia | Selecció d'Indonèsia |
| Anys                 | Partits              | Gols                 |
| -------------------- | -------------------- | -------------------- |
| 2010                 | 8                    | 2                    |
| 2011                 | 4                    | 0                    |
| 2012                 | 9                    | 4                    |
| 2013                 | 2                    | 0                    |
| 2014                 | 3                    | 1                    |
| Total                | 26                   | 7                    |